# Rdeče klasje
Rdeče klasje je slovenski dramski film iz leta 1970 v režiji Živojina Pavlovića, posnet po romanu Na kmetih Ivana Potrča. Na Puljskem filmskem festivalu je prejel veliko zlato areno na najboljši film. Prikazan je bil tudi na 21. Berlinskem filmskem festivalu.
Film govori o povojnem obdobju, ko nekdanji partizan, zdaj pa mladinski aktivist Južek Hedl odide v odročno štajersko vas po imenu Gomila z namenom odkupa žita od kmetov in prepričevanja kmetov, da se vključijo v zadrugo; za nagrado mu nadrejeni obljubijo šolanje v Moskvi. Kmetje seveda ne želijo vstopiti v zadrugo, organizirano v stilu sovjetskih kolhozov ali oddajati pridelkov po predpisanih cenah. Zato se Južek namesto prepričevanja poslužuje samovoljnega ravnanja, trikov in groženj, zaradi česar se kmalu zameri vaščanom. Južek je nastanjen pri Toplekovih, kjer živijo Zefa, njen betežni mož, ter dve hčerki, Hana in Tunika. Južek se zaljubi v Tuniko, vendar mu ta ljubezni ne vrača, pusti pa se zapeljati Zefi, s katero začne strastno razmerje, ki pa ne ostane skrito drugim vaščanom, v očeh katerih Južek postane še bolj nepriljubljen.
Po vseh zapletih mu zadrugo uspe ustanoviti, vendar se zaveda, da je bila zadruga ustanovljena pod prisilo. Mnogo kmetov, ki ne želijo popolnoma sodelovati, se zato znajde v zaporu. Zaradi spoznanja, da ustanovitev zadruge ni šla po načrtu Južek postane zagrenjen in v navalu besa ustreli enega od domačinov, ki so peli posmehljivo pesem na račun Južekovih avantur s Toplekovimi ženskami. Južek je posledično aretiran in konča v zaporu, kjer je zaprtih tudi mnogo kmetov, ki niso sledili politiki zadruge, sanj o njegovem študiju v Moskvi pa je s tem konec.

## Igralci
- Rade Šerbedžija
- Majda Potokar kot Zefa
- Majda Grbac kot Hana
- Irena Glonar kot Tunika
- Arnold Tovornik
- Jože Zupan
- Jože Štafela
- Milutin Negode
- Angelca Hlebce kot aktivistka Liza
- Jože Samec
- Marjan Bačko
- Boris Kočevar
- Silva Danilova
- Lojze Sadar
- Ladislav Rakovec